# 史蒂夫·特利
史蒂夫·特利（英語：Steve Turley）是美國學者、作家、演說家和YouTuber。撰有20多本著作，主題涵蓋婚姻、基督教、古典教育和新民族主義等。截至2022年，他的YouTube頻道擁有八十多萬訂閱數。
特利將世界現況視為全球化的世俗主義與民族主義、傳統主義和信仰的力量之間的鬥爭。

## 生平
在杜倫大學獲得博士學位。
曾在位於德拉瓦州新堡郡的高橡樹古典學校任教，教授神學和修辭學；同時亦擔任東方大學的美術教授。2021年5月，他決定辭去教職。

## 外部連結
- 官方网站 （英文）
- 史蒂夫·特利的X（前Twitter） （英文）
- YouTube上的史蒂夫·特利頻道
- 史蒂夫·特利在互联网电影资料库（IMDb）上的資料（英文）